# Клинцы (Акмолинская область)
Клинцы́ (каз. Клинцы) — село в Бурабайском районе Акмолинской области Казахстана. Входит в состав Успеноюрьевского сельского округа. Код КАТО — 117063380.

## География
Село расположено в южной части района, на расстоянии примерно 40 километров (по прямой) к юго-западу от административного центра района — города Щучинск, в 6 километрах к юго-востоку от административного центра сельского округа — села Успеноюрьевка.
Абсолютная высота — 401 метров над уровнем моря.
Ближайшие населённые пункты: село Кульстан — на северо-востоке, село Успеноюрьевка — на северо-западе.

## Население
В 1989 году население села составляло 151 человек (из них русские — 48%, казахи — 38%).
В 1999 году население села составляло 91 человек (44 мужчины и 47 женщин). По данным переписи 2009 года, в селе проживало 56 человек (30 мужчин и 26 женщин).
| Численность населения | Численность населения | Численность населения |
| 1989                  | 1999                  | 2009                  |
| --------------------- | --------------------- | --------------------- |
| 151                   | ↘91                   | ↘56                   |

## Улицы
- ул. Озёрная[5]